# ラジオ名人寄席
『ラジオ名人寄席』（ラジオめいじんよせ）は、NHKラジオ第1放送で1996年4月1日から2008年3月20日まで（放送曜日、放送時間は、番組編成により幾度か変更あり）、玉置宏を番組席亭（番組進行役）とし、放送されていた演芸番組である。
2008年3月に番組で放送した落語に権利関係者の使用許可を得ていない音源が含まれていたことが判明し（後述）、その責任をとって玉置が降板を申し出て、番組は打ち切り。12年の歴史に幕を降ろした。
2008年4月6日からは、前月までと同じ放送時間で、司会、内容を一新して「お楽しみ演芸特選」として放送され、2009年3月8日で放送終了した。

## 概要
玉置宏が「ラジオ名人寄席」という、ラジオでの寄席の席亭として番組を進行した。主として昭和初期頃からの昭和期に、寄席や劇場、ラジオ放送、テレビ放送で活躍した「名人」「上手」「人気者」の落語家、漫才師らの口演の模様を放送した。
オープニングの口上は「残しておきたい江戸情緒、下座のお囃子、寄席幟（のぼり）。この『ラジオ名人寄席』には、嘗て一世を風靡致した、東西演芸界の『名人』『上手』『人気者』が、お得意の出し物で御機嫌を伺います。」で、上方落語を紹介する時は「上方情緒」、両方の場合は「寄席情緒」とする場合もあった。
演目の前後に、番組席亭（番組進行役）の玉置が、演者や演目についての解説をしていた。また玉置は自らが解説の放送原稿も書き、放送する演者や演目の選択、プロデュースも兼ねており、実質的には、玉置自らの膨大な演芸関連の音源コレクションから、自らがダビング編集作業等をして、放送する音源素材テープ等の提供をしていた。
演目や演者のエピソードなどの解説を交えて、放送していた。開始冒頭・終了時の挨拶は寄席への来客をイメージして「ご来場、誠にありがとう存じます（存じました）。」という文言があった。
ラジオ、テレビの放送での寄席番組全盛期だった、昭和30年頃から昭和50年代頃の音源を放送する事が多かった。また、それ以降の音源も数多く放送されていた。大抵はNHKをはじめ、各民間放送局等が、ラジオ、テレビで放送するために収録した音源を元にして、市販されたレコードやCDを使用していた。
「名人寄席」という事で、放送される音源の演者などは全て物故者であり、ピン芸、コンビやグループなど色物の場合も、演者やメンバーが亡くなるなどして、グループが無くなったり、解散したりした演者などの録音を放送した。放送当時の比較的近々の時期に鬼籍に入った演者を偲ぶ放送を行うなど、亡き演者の話芸を聴くことのできる数少ない番組だった。
番組制作はNHKエンタープライズ。

## 放送時間

### 初回放送
NHKラジオ第1放送
- 1996年4月1日〜2000年3月16日（月〜木曜日）：21:30 - 21:55（「落語」）
- 2000年3月27日〜2003年3月26日（月〜水曜日）：21:30 - 21:55（月・火曜日「落語」水曜日「漫才」）
- 2003年3月31日〜2004年3月23日（月〜火曜日）：21:30 - 21:55（「落語」）
- 2004年4月4日〜2006年4月2日（日曜日）：19:20 - 19:58 
  - 実際の放送では4月18日からの放送。4月4日は「春の高校野球」中継放送の延長放送、4月11日は「イラク日本人誘拐事件」関連のニュースにより、いずれも番組は休止した。
- 2006年4月9日〜2008年3月2日（日曜日）：16:05 - 16:53
  - 16:23 - 16:26　「中入り」として歌唱の入らない音楽を放送。一部地域（関東地方等）では、この音楽をBGMとして「道路交通情報」

### 再放送
NHKラジオ第2放送（NHKラジオ第1放送時の25分番組・放送後の翌週同曜日）
- 1996年4月8日〜2000年3月23日（月〜木曜日）：12:10 - 12:35
- 2000年4月3日〜2003年3月31日（月〜水曜日）：12:10 - 12:35
- 2003年4月7日〜2004年3月30日（月〜火曜日）：12:10 - 12:35

### セレクション再放送
NHKラジオ第2放送
- 2004年4月5日〜2006年3月29日（月〜水曜日）：12:10 - 12:35（月・火曜日「落語」水曜日「漫才」）
  - 過去に放送された25分番組からのセレクション再放送。2004年度と2005年度は同じものが放送された。

### その他の再放送
NHKラジオ第2放送では、年末年始で語学番組等の放送がされていない期間の昼から夕方の時間帯（稀には夜の時間帯で）、25分番組での放送分や、2004年4月以降の放送分からの放送より、季節（時期）にあった演目の放送回を再放送することもあった。

### 特別興行
NHKラジオ第1放送
- 2006年1月1日（日）19:20 - 21:30 「ラジオ名人寄席 新春特別興行」
- 2006年5月4日（木）19:20 - 21:30 「ラジオ名人寄席 春の特別興行」
- 2006年8月18日（金）20:05 - 21:30 「ラジオ名人寄席 夏の特別興行」
- 2007年1月1日（月）19:20 - 21:30 「ラジオ名人寄席 新春特別興行」
- 2007年3月21日（水）19:20 - 21:30 「ラジオ名人寄席 お彼岸特別興行」
- 2007年5月3日（木）19:20 - 21:30 「ラジオ名人寄席 春の特別興行」
- 2007年8月17日（金）20:05 - 21:30 「ラジオ名人寄席 夏の特別興行」
- 2008年1月1日（火）19:20 - 21:30 「ラジオ名人寄席 新春特別興行」
- 2008年3月20日（木）19:20 - 21:30 「ラジオ名人寄席 お彼岸特別興行」
  - 番組進行：秋山隆（元NHKアナウンサー）　*この放送回のみ（「音源不正使用」調査中の為、番組進行役と放送内容が急遽変更）

## 放送時間の変遷 及び 番組内容

### 初回放送
- 1996年の放送開始時は、月曜日から木曜日までの21時台に帯番組として25分番組として放送され、放送当初は落語のみの放送。1回の放送時間に納まらない長い演目の場合には数回に分けて放送された。後の月〜水曜日の放送時間でも同じ。
- 2000年度には放送日が月曜日から水曜日までに変更され、月・火曜日は「落語」、水曜日は「漫才」等の色物を放送した。月・火曜日の解説は玉置宏が、水曜日は「漫才の水曜日」として、ゲスト解説者にメディア・プロデューサーの澤田隆治を迎え、多くの場合、澤田が在籍していた大阪の朝日放送（ABCテレビおよびABCラジオ）や、澤田自らが設立した東阪企画が大阪・関西テレビと共同制作した「花王名人劇場」等や、時には漫才師本人や澤田の知人、一般からの音源提供等の音源を放送し、その演者の解説も行った。「漫才の水曜日」の放送では東京漫才等の色物の演者も放送する事もあり、澤田との関係が薄かった演者の場合には、玉置が積極的に解説をしたり、時には、玉置がコレクションしている物等からの音源が放送された事もあった。
- 2004年度の春季番組改編で、毎週日曜日19:20 - 19:58に移行し、38分番組となり、落語、色物の録音を一〜二席程度を放送。
- 2006年度の春季番組改編から、毎週日曜日16:05 - 16:53に移行し、落語、色物等の録音を二〜三席程度を放送。番組中盤の16:23 - 16:26には「中入り」として音楽が流され、さらに一部地域では（関東地方など）、この音楽をBGMにして「道路交通情報」が入る。
  - 2006年度からは、毎週日曜日16時台からの放送となり、番組編成上、奇数月の3週間の大相撲中継や　春・夏の高校野球中継等によって放送休止の日が数週間続く事があった。
- 2006年以降は1月1日に「ラジオ名人寄席 初春特別興行」と銘打った特別番組を放送。また、不定期で春・夏の連休中やお盆等の時期には、19時台から21時台、20時台から21時台などに「ラジオ名人寄席 特別興行」と題して放送される事もあった。番組放送では定時の時間をまたぐ放送時間の事もあり、定時のニュースや天気予報の放送がされ、番組自体が中断することもあった。

### 再放送
- 12時台のラジオ第2放送での昼の再放送は、21時台での帯番組の月曜日から木曜日（放送時期により、月〜水曜日、後に月〜火曜日）でのラジオ第1放送での本放送後、翌週同曜日に放送をしていた。稀に、再放送枠ではラジオ第1放送での本放送が、プロ野球ナイター中継の延長放送や緊急なニュース、気象情報等で放送中止となり、再放送枠での事実上の初回放送がされたことも幾度かあった。

### セレクション再放送
- 2004年度春季の番組改編からのラジオ第2放送での12時台の昼の再放送では、過去に放送された月曜日から木曜日（後に月〜水曜日）の25分番組からのセレクション再放送となり、月・火曜日は落語、水曜日は澤田出演分の漫才等の色物を再放送していた。
- 2004年度と2005年度には同じものが放送されていた。セレクション再放送は、2006年3月29日をもって放送終了。

### その他の再放送
- 2004年度以降はレギュラー放送は、毎週の再放送はされていないが、数回だけ、年末年始時期にラジオ第2放送で放送されたことがあった。
- 過去には、年末年始時期には、NHKラジオ第2放送では再放送がされたこともあったが、2007年末〜2008年新年の、年末年始には放送がなかった。

## 放送される音源
放送される音源の録音テープ等は、玉置自身が、落語を放送していた番組を個人的に録音（エアチェック）するなどして収集したものや、自身が入手しコレクションしているレコードやCD等から放送している。これは、放送開始7年目に、横浜市に本社のある書店チェーン「有隣堂」が発行する情報紙「有隣 第415号（平成14年6月10日）」のために行われた桂歌丸らとの座談会で本人が語っている。
近々に物故した演者を偲んで落語演目を放送をすることもあり、玉置自身が館長をしていた「横浜にぎわい座」で開催された落語会等で収録した音源が放送されることもあった。

## 音源の無断使用
2008年2月10日の番組内で放送された8代目林家正蔵「大仏餅」が、過去にTBSラジオで収録及び放送されたものの、レコード・CD化されていない音源であり、同番組には他にも音源の不正使用がある、との指摘が、元TBSスタッフで落語評論家の川戸貞吉からNHKに寄せられた。同局が確認をしたところ、音源不正使用が発覚。2008年3月28日にNHK広報局の発表で公になり、同局を含めたテレビやラジオ、新聞等、各種ニュース報道がされた。
元来、NHKの番組側と玉置との取り決めでは、過去に同局が放送のために収録し、その音源を元にレコード・CD化して市販された音源から選ぶという事になっていた。しかし、放送する音源のほとんどは玉置の独自のコレクションからであり、放送するにあたり、NHKやその他の放送局が収録し後にその音源を元に市販されたレコードやCD等を、玉置自らがテープ等にダビングをして、番組収録前に、事前に放送する素材テープと出典の音源データ並びにレコード・CD番号をNHKの番組担当者に渡すことになっていた。
それに加え、玉置が珍しい音源や放送時間に納まる音源を放送しようとして、個人的にラジオ、テレビ放送での落語番組をエアチェック等し所蔵していたものからもピックアップしていた。
音源の放送使用許諾作業はNHKの番組側が行っていたが、玉置がテープ等と共に提出した出典の音源データやレコード・CD番号等には、本来とは違うデータが報告されていたこともあり、そのデータの詳細をNHKの番組側が確認せず、正式な放送使用許諾がないまま放送を行っていたケースもあった。
放送した音源が、著作権処理がなされず未許諾のまま使われた事が判明したため、玉置が自ら番組降板を申し出て、番組打ち切りが決定した事になっている。玉置が、自身の膨大なコレクション音源の元データを完全に管理できていなかったのか、あるいは確信犯的な行為だったのかは不明である。
この音源不正使用の件がNHK側に報告され、調査、関係者との会合等の内部調査に入った事により、2008年3月20日に放送の「ラジオ名人寄席 お彼岸特別興行」の司会と放送内容が急遽変更された。当初の報告前での放送予定演目は松鶴家千代菊・千代若「漫才」、3代目三遊亭圓右「おデート婆ちゃん」、5代目春風亭柳昇「すきやき兄妹」、10代目桂文治「口惜しい」だったが、実際に放送された演目は5代目柳家小さん「長屋の花見」、2代目桂文朝「時そば」、10代目金原亭馬生「花見の仇討」、10代目桂文治「あわてもの」となった。すべて、NHKが収録した音源を元にした市販のCDなどより使用された。
また、2008年4月からのNHKラジオの番組改編では、当初は「新・ラジオ名人寄席」とのタイトルで、司会は変えずに番組をリニューアルする予定だった。しかし、番組打ち切りの決定により、NHK自身の音源を中心に放送し、司会は同局アナウンサーが担当する「お楽しみ演芸特選」に変更となり、2008年4月6日より放送が開始された。音源不正使用の件がNHKに報告された頃の、NHKの公式サイトに掲載の「番組表」や「番組案内」には、一時期は、元の放送予定や、新年度からのリニューアルの番組案内等も掲載されていた。その後、「番組表」の変更がされ、NHKラジオの「番組案内」では、「ラジオ名人寄席」の掲載内容の変更が数回行われ、その後、掲載されなくなった。
2008年5月28日のTBSの発表によると、NHKから「ラジオ名人寄席」でのTBSの音源無断使用は、29演目で再放送分等も含めて64回の放送だったとの報告を受けたと発表した。TBSラジオからは「早起き名人会」「ラジオ図書館」などから13演目で26回。TBSテレビからは「お待ちかね名作寄席」「東西寄席」「土曜寄席」「落語特選会」などから16演目で38回。全て録音、録画した物は、番組司会者の玉置が所蔵していたとのこと。これによりTBSでは、1回当たり数万円（5〜6万円）の使用料を請求し、音源無断使用のペナルティ料等は請求しないとのこと。
2008年12月8日のNHK広報局の発表で、「「ラジオ名人寄席」音源無許可使用について」、同広報局、ラジオセンター、NHKエンタープライズの連名での調査報告を行った。
1996年4月から2008年3月まで放送の「ラジオ名人寄席」での音源無許可使用については、1996年5月から2008年2月までで、著作権法上の権利を有する民間放送局や新聞社の合計で7社（テレビ局3社、ラジオ局3社、新聞社1社）の音源を無断で放送し、91演目で、再放送を含めて放送件数では205件が確認されたと報告した。
NHKラジオセンターとNHKエンタープライズでは、全社に対して文書で謝罪をするとともに、その使用料を支払うことで合意し、使用料合計の約1,300万円は、NHKとの番組制作委託契約により、「ラジオ名人寄席」の番組制作をしていたNHKエンタープライズが全額を負担するものとした。番組に出演し音源を選定していた玉置が、自らその使用料を負担するとの申し出があり、全額支払った。NHKは、NHKアーカイブスから番組内で不正音源を使用した放送回の録音テープで保存していた物を全て消去処分とした。
「ラジオ名人寄席」番組関連で、NHKサービスセンターが販売する落語CD・カセットテープの商品の中で、3演目が無許可で音源を商品化していた事が判明し、廃盤とした。
NHKラジオでは、音源不正使用の件が発覚後、過去の演者の落語、番組内でCD等を元に演芸の放送を行う演芸番組が急速に減った。過去の演者の落語や漫才、浪曲などの演芸をCDなどより放送していたラジオ深夜便番組内の「演芸特選」も2008年9月4日放送分で放送終了し、後に、番組コーナー名称を変更し「深夜便 落語100選」となった。2009年4月からの番組編成からは、番組内で過去の演者の落語、演芸の放送を行う演芸番組（番組内でCD等から放送する番組）が全く放送されなくなった。